# Когой
Когой (кирг. Көгой) — село в Джалал-Абадской области Кыргызстана. Административно подчинено администрации города Майлуу-Суу. Код СОАТЕ — 41 703 430 710 020.

## География
Село расположено в юго-восточной части области, на правом берегу реки Когой (правый приток реки Майлуу-Суу), на расстоянии приблизительно 1 километра (по прямой) к северу от города областного подчинения Майлуу-Суу.

## Население
Согласно оценочным данным Национального статистического комитета Кыргызской Республики, численность населения посёлка в 2022 году составляла 1608 человек.
| год     | 2009 | 2022 |
| ------- | ---- | ---- |
| человек | 1372 | 1608 |